# Idiotop
Ein Idiotop ist ein Epitop in der variablen Region eines Antikörpers oder eines T-Zell-Rezeptors.

## Eigenschaften
Ein Idiotop ist Bestandteil des charakteristischen variablen Bereichs (Idiotyp) eines bestimmten Antikörpers oder T-Zell-Rezeptors. An ein Idiotop binden antiidiotypische Antikörper, die eine Bindung zwischen Antikörper und dem Epitop in seinem Antigen kompetitiv hemmen können. Im Gegensatz zu den Idiotopen werden die konstanten Bereiche von Antikörpern oder T-Zell-Rezeptoren als Allotope bezeichnet. Die Hypothese der Regulation der Antikörperantwort durch antiidiotypische Antikörper (Network Hypothesis) wurde 1974 von Niels Jerne aufgestellt.